# 대수적 양자장론
수리물리학에서, 대수적 양자장론(영어: Algebraic quantum field theory)은 함수해석학의 C*-대수를 국소적 양자 물리학에 응용한 이론이다. 헤이그와 카스틀러가 도입했기 때문에 양자장론에 대한 헤이그-카스틀러 공리계(Haag–Kastler axiomatic framework)라고도 한다. 이 공리계는 민코프스키 공간의 모든 열린 집합에 대해 주어진 대수와 그 사이의 사상으로 명시된다. 양자장론의 공리화라는 수리물리학의 주요 주제에 속한다.

## 함수해석학과 양자장론의 관련성
함수해석학에서는 선형 공간 구조와 위상 수학 구조를 함께 갖춘 함수 공간과 그곳에서 작용소(사상)를 연구한다. 이 때 작용소들은 특정한 대수적 구조를 가지고 있다. C*-대수는 그러한 대수 구조들 중 하나이고 폰 노이만 대수는 C*-대수의 일종이다.
한편, 양자장론의 수학적 구조는 힐베르트 공간이라는 함수 공간과 그곳에서 작용소들이다. 대수적 양자장론은 이에 착안하여, 힐베르트 공간의 작용소들이 이루는 대수인 폰 노이만 대수를 이용해 양자장론을 엄밀히 정의하려고 한다.

## 헤이그-카스틀러 공리
{\displaystyle {\mathcal {O}}}를 민코프스키 공간의 모든 열린 부분집합과 제한된 부분집합의 집합이라 하자. 대수적 양자장론은 공통적 힐베르트 공간 {\displaystyle {\mathcal {H}}}에서 폰 노이만 대수 {\displaystyle {\mathcal {A}}(O)}의 그물 {\displaystyle \{{\mathcal {A}}(O)\}_{O\in {\mathcal {O}}}}을 통해 정의된다. 공리계는 다음과 같다:
- 아이소토니: {\displaystyle O_{1}\subset O_{2}}이면 {\displaystyle {\mathcal {A}}(O_{1})\subset {\mathcal {A}}(O_{2})}.
- 인과관계: 만일 {\displaystyle O_{1}}와 {\displaystyle O_{2}}가 장소꼴로 분리되어 있으면, {\displaystyle [{\mathcal {A}}(O_{1}),{\mathcal {A}}(O_{2})]=0}.
- 푸앵카레 공변성: 다음과 같은 {\displaystyle {\mathcal {H}}} 위의 푸앵카레 군 {\displaystyle {\mathcal {P}}}의 강하게 연속적인 유니터리 표현 {\displaystyle U({\mathcal {P}})}이 존재한다: {\displaystyle {\mathcal {A}}(gO)=U(g){\mathcal {A}}(O)U(g)^{*},\,\,g\in {\mathcal {P}}.}
- 스펙트럼 조건 : 에너지 운동량 연산자 {\displaystyle P}의 조인트 스펙트럼 {\displaystyle \mathrm {Sp} (P)} (즉, 시공간 변환의 생성원)는 닫힌 전방 광원뿔에 포함되어 있다.
- 진공 벡터의 존재 : 순환 벡터와 푸앵카레 불변 벡터 {\displaystyle \Omega \in {\mathcal {H}}}가 존재한다.

그물 대수학 {\displaystyle {\mathcal {A}}(O)}들은 국소 대수라고 부른다. C*-대수 {\displaystyle {\mathcal {A}}:={\overline {\bigcup _{O\in {\mathcal {O}}}{\mathcal {A}}(O)}}}는 준 국소대수라고 불린다.

## 범주론적 공식화
범주 {\displaystyle {\bf {Mink}}}를 범주의 사상은 포함 함수이고 대상은 민코프스키 공간 {\displaystyle M}의 열린 부분 집합들인 범주라 하자. {\displaystyle {\bf {Mink}}}의 모든 사상이 C*-대수 범주 {\displaystyle {\bf {uC^{*}alg}}}의 단사 사상에 사상되는  공변 함자 {\displaystyle {\mathcal {A}}:{\bf {{Mink}\to {\bf {uC^{*}alg}}}}}가 주어진다.(아이소토니)
푸앵카레 군은 {\displaystyle {\bf {Mink}}}에 대해 연속적으로 작용한다. 이 작용의 당김이 존재하며 이는 {\displaystyle {\mathcal {A}}(M)}의 표준 위상에서 연속이다.(푸앵카레 공변).
민코프스키 공간은 인과 구조를 가지고 있다. 열린집합 {\displaystyle V}가 열린집합 {\displaystyle U}의 인과적 여집합에 있는 경우 사상의 상은
{\displaystyle {\mathcal {A}}(i_{U,U\cup V})}
이고
{\displaystyle {\mathcal {A}}(i_{V,U\cup V})}
는 교환한다(장소꼴 교환성). 만약 {\displaystyle {\bar {U}}}가 열린집합 {\displaystyle U} 의 인과적 완비화이면 {\displaystyle {\mathcal {A}}(i_{U,{\bar {U}}})}는 동형 사상 (원시적 인과관계)이다.
C*-대수와 관련된 상태는 단위 노름을 갖는 양의 선형 범함수이다. {\displaystyle {\mathcal {A}}(M)} 위의 상태가 주어진 경우, "부분 대각합"을 가지고 그물 단사 사상을 통해 각 열린 집합 {\displaystyle U}에 대해 {\displaystyle {\mathcal {A}}(U)}과 관련된 상태를 얻을 수 있다. 열린 집합에 대한 상태는 준층 구조를 형성한다.
겔판트-나이마크-세겔 구성에 따르면 각 상태에 대해 {\displaystyle {\mathcal {A}}(M)}의 힐베르트 공간 표현을 연관시킬 수 있다. 순수 상태는 기약표현에 해당하고 혼합 상태는 가약 표현에 해당한다. 각각의 기약 표현(동치 관계 기준)을 초선택 규칙 섹터라고 한다. 우리는 다음과 같은 성질을 가진 진공이라는 순수 상태가 있다고 가정한다: 이 진공과 관련된 힐베르트 공간은 푸앵카레 공변성과 호환되고, 푸앵카레 대수를 보면 에너지-운동량(시공간 변환에 해당)에 대한 스펙트럼이 양의 빛 원뿔 위와 내부에 있는 푸앵카레 군의 유니터리 표현이다. 이는 진공 섹터이다.

## 휘어진 시공간에서의 양자장론
최근에는 대수적 양자장론이 휘어진 시공간 양자장론을 포함하도록 하는 접근 방식이 추가로 구현되었다. 실제로, 국소적 양자 물리학의 관점은 휘어진 배경에서 전개된 양자장론에 대한 재규격화 절차를 일반화하는 데 특히 적합하다. 블랙홀이 있는 경우 양자장론에 관한 몇 가지 엄격한 결과가 얻어졌다.

## 참고 문헌
- Haag, Rudolf; Kastler, Daniel (1964), “An Algebraic Approach to Quantum Field Theory”, 《Journal of Mathematical Physics》 5 (7): 848–861, Bibcode:1964JMP.....5..848H, doi:10.1063/1.1704187, ISSN 0022-2488, MR 0165864
- Haag, Rudolf (1996) [1992], 《Local Quantum Physics: Fields, Particles, Algebras》, Theoretical and Mathematical Physics 2판, Berlin, New York: Springer-Verlag, doi:10.1007/978-3-642-61458-3, ISBN 978-3-540-61451-7, MR 1405610
- Brunetti, Romeo; Fredenhagen, Klaus; Verch, Rainer (2003). “The Generally Covariant Locality Principle – A New Paradigm for Local Quantum Field Theory”. 《Communications in Mathematical Physics》 237 (1–2): 31–68. arXiv:math-ph/0112041. Bibcode:2003CMaPh.237...31B. doi:10.1007/s00220-003-0815-7.
- Brunetti, Romeo; Dütsch, Michael; Fredenhagen, Klaus (2009). “Perturbative Algebraic Quantum Field Theory and the Renormalization Groups”. 《Advances in Theoretical and Mathematical Physics》 13 (5): 1541–1599. arXiv:0901.2038. doi:10.4310/ATMP.2009.v13.n5.a7.
- Bär; Fredenhagen, 편집. (2009). 《Quantum Field Theory on Curved Spacetimes: Concepts and Mathematical Foundations》. Lecture Notes in Physics 786. Springer. doi:10.1007/978-3-642-02780-2. ISBN 978-3-642-02780-2.
- Brunetti; Dappiaggi; Fredenhagen; Yngvason, 편집. (2015). 《Advances in Algebraic Quantum Field Theory》. Mathematical Physics Studies. Springer. doi:10.1007/978-3-319-21353-8. ISBN 978-3-319-21353-8.
- Rejzner, Kasia (2016). 《Perturbative Algebraic Quantum Field Theory: An Introduction for Mathematicians》. Mathematical Physics Studies. Springer. arXiv:1208.1428. Bibcode:2016paqf.book.....R. doi:10.1007/978-3-319-25901-7. ISBN 978-3-319-25901-7.
- Hack, Thomas-Paul (2016). 《Cosmological Applications of Algebraic Quantum Field Theory in Curved Spacetimes》. SpringerBriefs in Mathematical Physics 6. Springer. arXiv:1506.01869. Bibcode:2016caaq.book.....H. doi:10.1007/978-3-319-21894-6. ISBN 978-3-319-21894-6.
- Dütsch, Michael (2019). 《From Classical Field Theory to Perturbative Quantum Field Theory》. Progress in Mathematical Physics 74. Birkhäuser. doi:10.1007/978-3-030-04738-2. ISBN 978-3-030-04738-2.
- Yau, Donald (2019). 《Homotopical Quantum Field Theory》. World Scientific. arXiv:1802.08101. doi:10.1142/11626. ISBN 978-981-121-287-1.
- Dedushenko, Mykola (2023). “Snowmass white paper: The quest to define QFT”. 《International Journal of Modern Physics A》 38 (4n05). arXiv:2203.08053. doi:10.1142/S0217751X23300028.